# Tribes of Europa
Tribes of Europa è una mini-serie televisiva tedesca del 2021.
Nel gennaio 2024, l'ideatore Philip Koch ha annunciato che non verrà prodotta una seconda stagione.

## Trama
Nel 2029, un misterioso black out mondiale unito a varie tensioni geopolitiche ha causato la frammentazione del continente in migliaia di micro-stati in lotta per il dominio del continente europeo. Nell'anno 2074 tre fratelli decidono di cambiare il destino dell'Europa dopo essere stati coinvolti nel conflitto per essere entrati in possesso di un misterioso cubo.

## Episodi
| Stagione       | Episodi | Pubblicazione Germania | Pubblicazione Italia |
| -------------- | ------- | ---------------------- | -------------------- |
| Prima stagione | 6       | 2021                   | 2021                 |

## Produzione

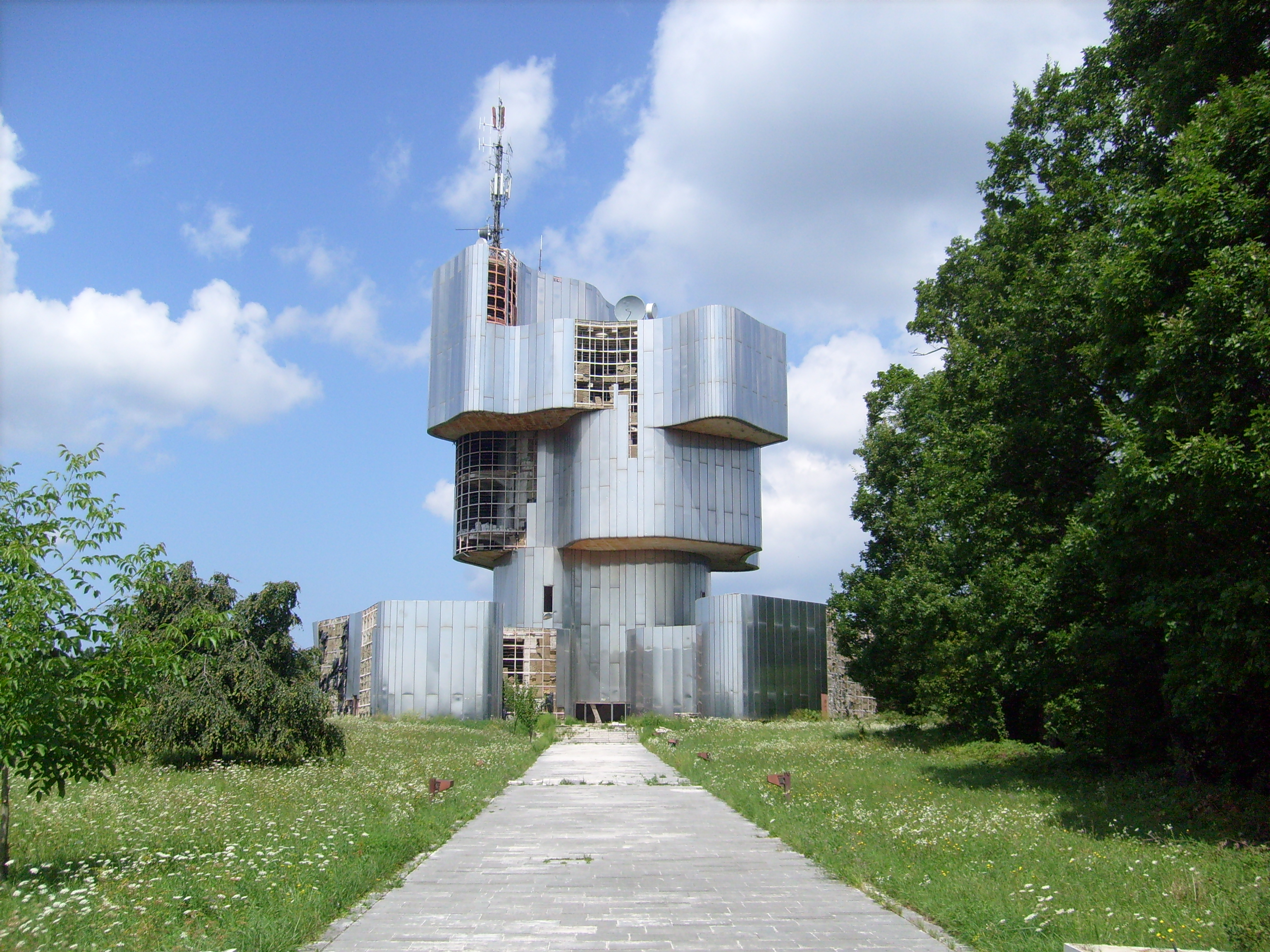
Una delle location delle riprese.

Tribes of Europa è stata prodotta dalla Wiedemann & Berg Filmproduktion in collaborazione con Quirin Berg e Max Wiedemann, che avevano precedentemente prodotto la serie sempre di Netflix Dark.
Come regista è stato scelto Christian Rein, come truccatrice Inga Raslanaitė, come costumista Thomas Oláh e infine come scenografo Julian R. Wagner.

### Riprese
Le riprese sono iniziate il 9 settembre 2019 e si sono concluse il 22 dicembre dello stesso anno. Si sono svolte a Berlino in Germania, in Repubblica Ceca e in Croazia.

## Promozione
Il 16 dicembre 2020 è stato diffuso il primo teaser, mentre il trailer completo è stato pubblicato il 3 febbraio 2021.

## Distribuzione
La serie è uscita sulla piattaforma di streaming Netflix il 19 febbraio 2021.

## Accoglienza

### Critica
Sull'aggregatore di recensioni Rotten Tomatoes la prima stagione ha ottenuto un punteggio di 8,9 su 10, sulla base di 9 recensioni.